# Mario Furley Schmidt
Mário Furley Schmidt (Niterói, 2 de junio de 1959 - Ibidem, 7 de enero de 2022) fue un profesor, escritor y ajedrecista brasileño. El Ministerio de Educación de Brasil compró sus propios libros para distribuirlos en las escuelas públicas. Su obra también fue objeto de polémica con el periodista Ali Kamel, quien la denunció como dirigida a la propaganda ideológica marxista.

## Biografía
Fue el mayor de dos hermanos, siendo hijo de João Schmidt, ingeniero alemán, y Elzita Furley Schmidt, profesora de francés. Vivió sus primeros años en el barrio de São Francisco en Niterói, Río de Janeiro. Terminó la escuela secundaria en el Colégio Salesiano Santa Rosa donde terminaría su hermano Carlos Henrique un año después. En 1977 ingresó a la Escuela de Ingeniería de la Universidad Federal de Río de Janeiro (UFRJ), donde fue colega de algunos de los integrantes de la promoción Casseta & Planeta, como Marcelo Madureira, Beto Silva y Helio de la Peña. No completó el curso. En 1984, también en la UFRJ, ingresó a la carrera de Filosofía, donde fue aprobado en 1° lugar. Una vez más abandonó las clases, tres años después, sin graduarse. Fue profesor de cursos preuniversitarios en Niterói, habiendo enseñado durante mucho tiempo en la Enseñanza Básica y Media en la red de Colegios Itapuca, en Niterói/RJ y Laplace, en São Gonçalo.

### Fallecimiento
Schmidt falleció el 7 de enero de 2022 y fue enterrado en el cementerio Parque da Colina, a los 62 años. Fuentes de prensa registran la muerte el 9 de enero.